# Intolleranza: il treno fantasma
Intolleranza: il treno fantasma (Dutchman) è un film del 1967 diretto da Anthony Harvey.

## Trama
In un vagone della metropolitana, Lula, ammaliante ed eccentrica ragazza bianca, cerca di sedurre Clay, giovane uomo di colore. Lei, bionda e aggressiva, si diverte a provocarlo con insulti e lusinghe. Lui si schermisce in modo estremamente civile, rifiutandone le avances. Quando però la donna passa alle offese razziste, la reazione di Clay, da pacata, diventa rabbiosa.

## Riconoscimenti
- Coppa Volpi a Shirley Knight per la miglior interpretazione femminile alla Mostra internazionale d'arte cinematografica di Venezia (1967)